# Anticalin

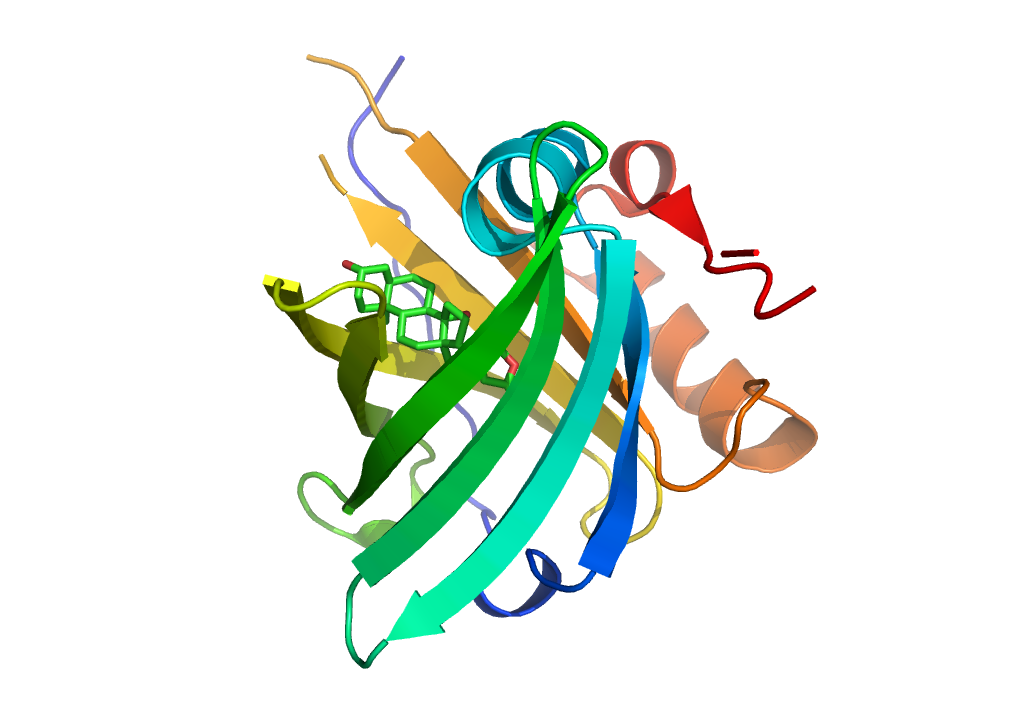
Strukturmodell eines Anticalins (Bändermodell) im Komplex mit Digoxigenin (Stäbchenmodell).

Anticaline sind durch Proteindesign künstlich erzeugte Proteine, die zur Bindung von Antigenen befähigt sind. Anticaline sind strukturell von natürlich vorkommenden Lipocalinen abgeleitet. Sie bestehen aus etwa 180 Aminosäuren und sind mit einer Molekülmasse von unter 20 kDa etwa achtmal kleiner als Antikörper vom IgG-Typ. Anticaline zeichnen sich durch eine gegenüber Antikörpern überlegene Gewebepenetration aus. Zudem besitzen sie eine erhöhte Hitzestabilität bis zu Temperaturen von über 70 °C. Durch Mutagenese von Aminosäuren der Ligandenbindungsstellen eines Lipocalins können Anticaline mit einer Affinität und Selektivität für ein Antigen erzeugt werden. Anticaline können nicht nur gegen Makromoleküle gerichtet werden, sie sind insbesondere zur Erkennung niedermolekularer Strukturen befähigt. Im Gegensatz zu Antikörpern können Anticaline vergleichsweise einfach in großer Menge in Bakterien, wie E. coli, produziert werden. Anticaline wurden maßgeblich von der Forschergruppe von Arne Skerra an der Technischen Universität München entwickelt. Das Forscherteam und die zugrunde liegende Technologie wurden 2004 für den Deutschen Zukunftspreis nominiert. Anticaline finden derzeit als Werkzeuge in der Wissenschaft Anwendung. Ein Einsatz als Diagnostika und Therapeutika wird angestrebt. Ebenso ist die Nutzung von Anticalinen zum gezielten Transport von Arzneistoffen (Drug Targeting) denkbar.